# Piperidolate
Piperidolate là một thuốc kháng muscarinic.